# Archivio Diaristico Nazionale
Die Fondazione Archivio Diaristico Nazionale („Stiftung nationales Tagebucharchiv“) umfasst ein öffentliches Archiv, das italienische Tagebücher, autobiographische Memoiren und Briefe sammelt. Es befindet sich in Pieve Santo Stefano in der Provinz Arezzo.
Der Bestand des Archivs umfasst heute über 9000 Dokumente, die in einem Online-Katalog verzeichnet sind.
Das Archivio Diaristico Nazionale wurde 1984 auf Initiative des Journalisten Saverio Tutino gegründet. Seit 1998 ist die Fondazione eine Onlus (Organizzazione non lucrativa di utilità sociale). Am 7. Dezember 2013 wurde zusätzlich das Piccolo Museo del Diario („kleines Tagebuchmuseum“) gegründet.
Seit 1985 veranstaltet die Fondazione alljährlich einen Preis für den besten eingereichten Text. Dieser wird von einer Jury bewertet, der Gewinnertext wird vom Verlagshaus il Mulino publiziert.
Das Archiv gibt seit September 1998 halbjährlich die Zeitschrift Primapersona heraus.